# Альфред Гікмен
Альфред Гікмен (англ. Alfred Hickman; нар. 25 лютого 1873, Лондон, Велика Британія — пом. 9 квітня 1931, Голлівуд, США) — англійський актор. Був одружений з актрисою Ненс О'Ніл. Він знявся у 35 фільмах в період з 1914 до 1931 року.

## Вибрана фільмографія
- 1915 — Ви масон? / Are You a Mason? — Біллі
- 1916 — Залізна жінка[en] / The Iron Woman
- 1917 — Падіння Романових / The Fall of the Romanoffs — Микола II
- 1917 — Самотній вовк[en] / The Lone Wolf
- 1918 — Знову проходимо третій поверх[en] / The Passing of the Third Floor Back
- 1918 — Модель Венери / The Venus Model — Натан Бреддок
- 1918 — Під великим секретом[en] / On the Quiet
- 1918 — У гонитві за Поллі / In Pursuit of Polly — О'Лірі
- 1918 — Дружина жартома / The Make-Believe Wife — Роджер Мейсон
- 1918 — Маленька міс Гувер / Little Miss Hoover — Метью Беррі
- 1919 — Колишня Сьюзен[en] / Erstwhile Susan
- 1920 — Цивільний одяг[en] / Civilian Clothes
- 1924 — Зачарований котедж[en] / The Enchanted Cottage
- 1929 — Порятунок / The Rescue — містер Траверс
- 1931 — Примара Парижа[en] / The Phantom of Paris